# Entelodontidae
Entelodontidae este o familie dispărută de artiodactile asemănătoare porcului ( ungulate cu degete egale ) care au locuit în emisfera nordică ( Asia , Europa și America de Nord ) de la sfârșitul Eocenului  până la epocile Miocenului timpuriu , cu aproximativ 38-19 milioane de ani în urmă. Capetele lor mari, botul scăzut, mersul îngust și dieta omnivoră propusă inspiră comparații cu suid (porcii adevărați) și tayassuide (pecari), iar din punct de vedere istoric au fost considerate strâns legate de aceste familii pur pe o bază morfologică . Cu toate acestea, studiile care combină datele morfologice și moleculare (genetice) despre artiodactili sugerează în schimb că entelodonții sunt cetancodontamorfi , mai strâns înrudiți cu hipopotamii și cetaceele prin asemănarea lor cu Pakicetus , decât cu porcii bazali precum Kubanochoerus .
1. ↑  Vislobokova, I. A. (octombrie 2008), „The oldest representative of Entelodontoidea (Artiodactyla, Suiformes) from the Middle Eocene of Khaichin Ula II, Mongolia, and some evolutionary features of this superfamily”, Paleontological Journal (în engleză), 42 (6), pp. 643–654, doi:10.1134/S0031030108060105, ISSN 0031-0301, accesat în 3 martie 2025
2. ↑  Joeckel, R. M. (1990), „A functional interpretation of the masticatory system and paleoecology of entelodonts”, Paleobiology (în engleză), 16 (4), pp. 459–482, doi:10.1017/S0094837300010198, ISSN 0094-8373, accesat în 3 martie 2025
3. ↑  Riono, Test; Schraufnagel, Scot (31 august 2020), „Testing for Incumbency Advantages in a Developing Democracy: Elections for Local Government Leaders in Indonesia”, Contemporary Southeast Asia, 42 (2), pp. 200–223, doi:10.1355/cs42-2c, ISSN 0129-797X, accesat în 3 martie 2025
4. ↑  Prothero, Donald R.; Foss, Scott E., ed. (2007), The evolution of artiodactyls, Johns Hopkins University Press, ISBN 978-0-8018-8735-2, OCLC 85822634, accesat în 3 martie 2025
5. ↑  O'Leary, Maureen A.; Gatesy, John (august 2008), „Impact of increased character sampling on the phylogeny of Cetartiodactyla (Mammalia): combined analysis including fossils”, Cladistics (în engleză), 24 (4), pp. 397–442, doi:10.1111/j.1096-0031.2007.00187.x, ISSN 0748-3007, accesat în 3 martie 2025
6. ↑  Spaulding, Michelle; O'Leary, Maureen A.; Gatesy, John (23 septembrie 2009),  Farke, Andrew Allen, ed., „Relationships of Cetacea (Artiodactyla) Among Mammals: Increased Taxon Sampling Alters Interpretations of Key Fossils and Character Evolution”, PLoS ONE (în engleză), 4 (9), pp. e7062, doi:10.1371/journal.pone.0007062, ISSN 1932-6203, accesat în 3 martie 2025